# نیکه‌فوروس یکم
نیکه‌فروس یکم(به یونانی: Νικηφορος) (به انگلیسی: Nikephoros I) (درگذشتهٔ ۲۶ ژوئیه ۸۱۱) امپراتور روم شرقی (بیزانس) از ۸۰۲ تا هنگام کشته‌شدنش در نبردی در بلغارستان در ۸۱۱ بود. او در اواخر حکومتش مالیات‌های سنگینی را وضع نمود و مکرراً دارایی‌های افراد را مصادره می‌کرد و همین امر سبب شد تا زیردستانش را از خود براند.

## زندگی

### رسیدن به امپراتوری
نیکه‌فروس در دوران فرمانروایی امپراتریس ایرنه به وزارت دارایی رسید و به یکی از صاحب‌منصبان عالی‌رتبهٔ او بدل شد. در ۸۰۲ شورشی رخ داد که به برکناری ایرنه از قدرت انجامید و به دنبال آن نیکه‌فروس ادعای امپراتوری کرد و با عنوان نیکه‌فروس یکم قدرت را در دست گرفت. یک سال بعد، او موفق به سرکوب شورشی از سوی رقیب خود باردانس تورکوس گردید که او نیز مدعی تاج و تخت امپراتوری بیزانس شده بود. شورش مشابهی در ۸۰۸ و اینبار از سوی آرسابر روی داد که نیکه‌فروس در سرکوب آن نیز موفق عمل کرد.

### درگیری با مسلمانان
ایرنه در دوران فرمانروایی‌اش در سال ۷۸۷ پذیرفته بود تا خراجی را به دربار هارون‌الرشید، خلیفهٔ بغداد بپردازد اما با روی کار آمدن نیکه‌فوروس و خودداری او از انجام این کار، بار دیگر جنگ بین دو طرف بالا گرفت و مسلمانان در ۸۰۵ موفق به شکست نیروهای بیزانسی در کراسوس در فریگیه شدند. هارون‌الرشید سپس با بیش از ۱۳۵ هزار نفر در ۸۰۶ به آسیای صغیر یورش برد و هراکلیه، تیانه و دیگر مناطق را به تصرف خود درآورد. سرانجام نیکه‌فوروس مجبور شد تا با پرداخت خراج سالیانه‌ای شامل ۳۰ هزار قطعهٔ طلا موافقت نماید.

### سیاست‌های مذهبی
هرچند سیاست مذهبی نیکه‌فورورس یکم، بیشتر مبتنی بر مسیحیت ارتودوکس بود تا شمایل‌شکنی و او تقدیس شمایل‌ها را مجاز شمرده بود، با این حال او به شدت کلیسا را تحت کنترل خود داشت و حتی تا آن‌جا پیش رفت که خود در ۸۰۹ بانی برگزاری یکی از جلسات شوراهای کلیسایی شد و در آن امپراتور را مستثنی از قوانین کلیسایی اعلام نمود.

### توافق با شارلمانی
در دوران فرمانروایی نیکه‌فوروس، ونیز، ایستریا و سواحل دالماتیا مورد مناقشهٔ امپراتوری بیزانس و امپراتوری شارلمانی قرار داشت تا آنکه دو طرف در ۸۱۰ به‌طور آزمایشی با یکدیگر توافق کردند که مناطق مورد مناقشه به روم شرقی بازگردانده شود و در مقابل آن بیزانس، شارلمانی را به عنوان امپراتور به رسمیت شناسد. این اتفاق سرانجام دو سال بعد در زمان فرمانروایی میخائیل یکم، داماد نیکه‌فوروس یکم صورت پذیرفت.

### جنگ با بلغارستان و مرگ
نیکه‌فوروس یکم در فاصلهٔ ۸۰۷ تا ۸۰۹ درگیر لشکرکشی علیه بلغارهایی بود که مرزهای شمالی بیزانس را مورد تاخت و تاز خود قرار داده بودند. او در ۸۱۱ به بلغارستان حمله کرد و درخواست‌های مکرر کروم، خان بلغار را برای صلح نپذیرفت. با این حال بلغارها توانستند نیروهای بیزانسی را در گردنه‌ای کوهستانی به دام انداخته و در همانجا نیکه‌فوروس و بیشتر سپاهیانش را به قتل برسانند. کروم سپس نیکه‌فروس را به طرز فجیعی سر برید و دستور داد که جمجمهٔ های نیکه‌فروس را نقره‌کوب کنند و از آن به‌عنوان جام نوشیدنی استفاده نمود.